# Скабичевські
Скабичевські (рос. Скабичевские) — український старшинський, пізніше дворянський рід.

## Походження
Нащадки Василя Скабичевського (1643—після 1741), гутника села Машева (1719 р.).

## Опис герба
У червоному полі три роги: буйволів, оленячий і зубровий в зірку; по середині відкрита біла лілія (Роля зм.).
Щит увінчаний дворянським нашоломником і короною. Нашоломник: три страусиних пера. Намет на щиті червоний, підкладений сріблом.

## Представники
- Скабичевський Олександр Михайлович (1838 — 1911) — російський літературний критик, і історик російської літератури ліберально-народницького направлення;